# أسجير أسجرسون
أسجير أسجرسون (بالآيسلندية: Ásgeir Ásgeirsson)‏ (و. 1894 – 1972 م) هو سياسي من آيسلندا ولد في آيسلندا.

## التعليم
تعلم في جامعة كوبنهاغن.

## روابط خارجية
- أسجير أسجرسون على موقع مونزينجر (الألمانية)